# Henri Verbuecken

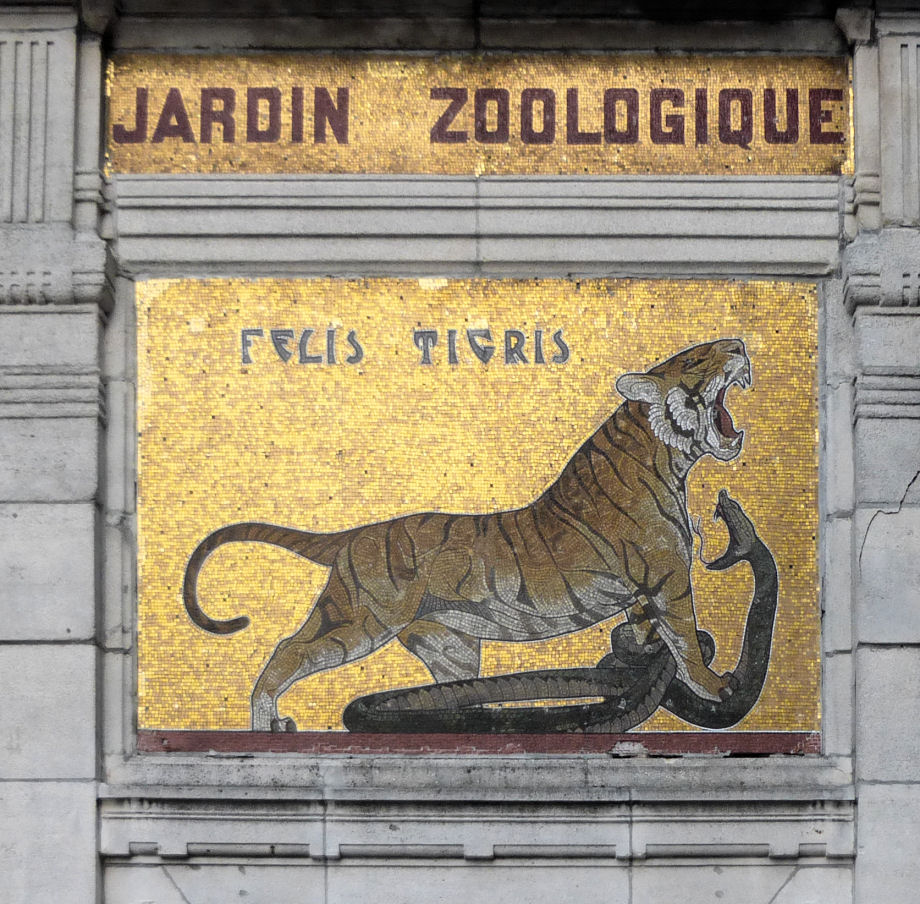
Felis Tigris, polychrome mozaïek

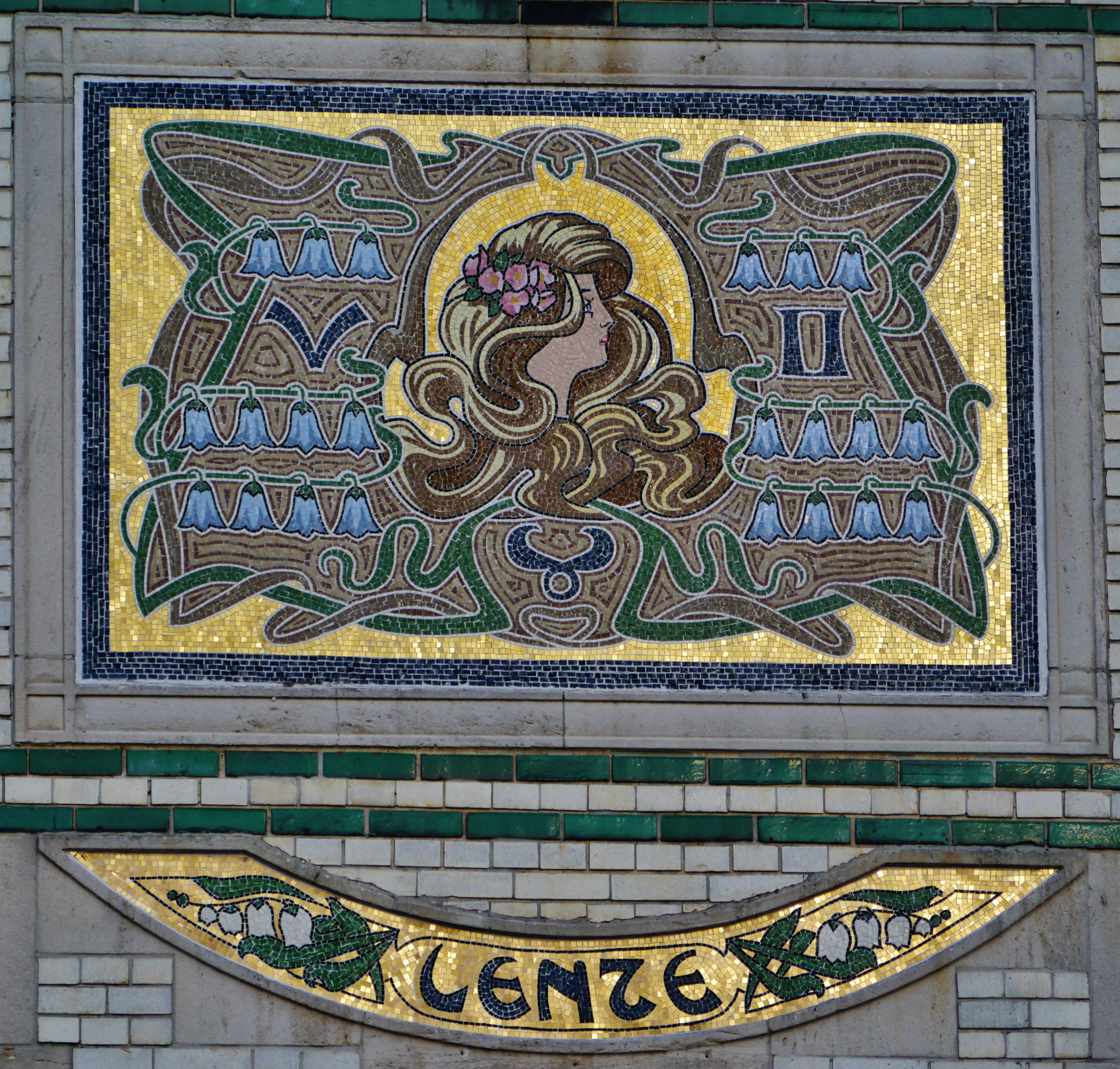
De Lente, Antwerpen.

Henri Verbuecken (Antwerpen, 17 oktober 1848 – aldaar, 16 januari 1926) was een Belgisch ornamentist en sierkunstenaar, bekend om zijn polychrome mozaïeken.
Hij ontwierp verschillende figuratieve polychrome mozaïeken van dieren in opdracht van de Koninklijke Maatschappij voor Dierkunde Antwerpen (KMDA), en in samenwerking met architect Émile Thielens. Zijn bekendste werken zijn de mozaïeken “Felis Leo” en “Felis Tigris”, die de hoofdingang van de ZOO Antwerpen versieren. Ook de mozaïeken van de vier seizoenen, ontworpen door architect Jos Bascourt worden aan hem toegeschreven.
Typisch voor de art nouveau, gebruikte hij goudkleurige steentjes voor het opvullen van de achtergrond. Zijn huis en atelier zijn bewaard, en opgenomen in de lijst van beschermde monumenten.
Verbuecken werd begraven op het Schoonselhof.
- RKD-Nederlands Instituut voor Kunstgeschiedenis: 101735